# Déiber Caicedo
Déiber Jair Caicedo Mideros (Barbacoas, Nariño; 25 de marzo de 2000) es un futbolista colombiano. Juega como extremo en el Junior de la Categoría Primera A.

## Trayectoria

### Deportivo Cali
Es un formado en las categorías inferiores del Deportivo Cali, debutó con el plantel profesional el 4 de febrero del 2018, demostrando buenas actuaciones con el conjunto azucarero durante los años 2018 y 2019 , anotando  goles y sumando varias asistencias.

### Vancouver Whitecaps
Para finales de 2020 es transferido al club canadiense Vancouver Whitecaps de la Major League Soccer desde el Deportivo Cali, por una cifra cercana a los 3 millones de dólares.

### Junior de Barranquilla
En el segundo semestre de 2023 llega cedido a Junior. El 23 de agosto de 2023 anotó su primer gol  con el equipo barranquillero por liga en la jornada 7 del Torneo Finalización 2023 ese día Junior remontaría a América de Cali quedando el partido 4 a 3 siendo Caicedo el que anotó el tercer gol. El 9 de septiembre de 2023 por la jornada 10 de la liga anotaría 3 goles en la goleada contra el Unión Magdalena, esta sería la mayor goleada de Junior en el Clásico costeño.
El 6 de diciembre anotó de tiro libre el cuarto gol en la victoria 4 a 2 sobre el Deportes Tolima en la fecha 6 de los cuadrangulares.Con este resultado Junior clasificó a la final donde le esperara el Independiente Medellín.
El 13 de diciembre de 2023 Caicedo se consagra con el Junior de Barranquilla logrando la ansiada décima estrella y por consiguiente clasificando a la Superliga de Colombia 2024 y la Copa Libertadores 2024.

## Vida privada
Actualmente mantiene una relación con María José Casab.

## Estadísticas

### Clubes
| Club                           | Div.          | Temporada     | Liga  | Liga  | Liga  | Copas Nacionales | Copas Nacionales | Copas Nacionales | Copas Internacionales | Copas Internacionales | Copas Internacionales | Total | Total | Total |
| Club                           | Div.          | Temporada     | Part. | Goles | Asis. | Part.            | Goles            | Asis.            | Part.                 | Goles                 | Asis.                 | Part. | Goles | Asis. |
| ------------------------------ | ------------- | ------------- | ----- | ----- | ----- | ---------------- | ---------------- | ---------------- | --------------------- | --------------------- | --------------------- | ----- | ----- | ----- |
| Deportivo Cali · Colombia      | 1ª            | 2018          | 12    | 1     | 0     | —                | —                | —                | —                     | —                     | —                     | 12    | 1     | 0     |
| Deportivo Cali · Colombia      | 1ª            | 2019          | 34    | 3     | 9     | 7                | 0                | 2                | —                     | —                     | —                     | 40    | 3     | 11    |
| Deportivo Cali · Colombia      | 1ª            | 2020          | 19    | 3     | 3     | —                | —                | —                | 6                     | 0                     | 1                     | 25    | 3     | 4     |
| Deportivo Cali · Colombia      | Total         | Total         | 65    | 7     | 12    | 7                | 0                | 2                | 6                     | 0                     | 1                     | 78    | 7     | 15    |
| Vancouver Whitecaps · Canadá   | 1ª            | 2021          | 34    | 5     | 5     | 1                | 0                | 0                | —                     | —                     | —                     | 35    | 5     | 5     |
| Vancouver Whitecaps · Canadá   | 1ª            | 2022          | 16    | 1     | 2     | 3                | 0                | 1                | —                     | —                     | —                     | 19    | 1     | 3     |
| Vancouver Whitecaps · Canadá   | 1ª            | 2023          | 15    | 0     | 0     | 3                | 0                | 0                | 3                     | 0                     | 0                     | 21    | 0     | 0     |
| Vancouver Whitecaps · Canadá   | 1ª            | 2024          | 6     | 0     | 0     | —                | —                | —                | —                     | —                     | —                     | 6     | 0     | 0     |
| Vancouver Whitecaps · Canadá   | Total         | Total         | 71    | 6     | 7     | 7                | 0                | 1                | 3                     | 0                     | 0                     | 81    | 6     | 8     |
| Vancouver Whitecaps 2 · Canadá | 3ª            | 2023          | 1     | 1     | 1     | —                | —                | —                | —                     | —                     | —                     | 1     | 1     | 1     |
| Vancouver Whitecaps 2 · Canadá | Total         | Total         | 1     | 1     | 1     | 0                | 0                | 0                | 0                     | 0                     | 0                     | 1     | 1     | 1     |
| Junior · Colombia              | 1ª            | 2023          | 24    | 5     | 8     | 1                | 0                | 0                | —                     | —                     | —                     | 25    | 5     | 8     |
| Junior · Colombia              | 1ª            | 2024          | 18    | 3     | 1     | 2                | 0                | 0                | 4                     | 1                     | 0                     | 24    | 4     | 1     |
| Junior · Colombia              | 1ª            | 2025          | 13    | 0     | 1     | —                | —                | —                | —                     | —                     | —                     | 13    | 0     | 1     |
| Junior · Colombia              | Total         | Total         | 55    | 8     | 10    | 3                | 0                | 0                | 4                     | 1                     | 0                     | 62    | 9     | 10    |
| Total carrera                  | Total carrera | Total carrera | 192   | 22    | 30    | 17               | 0                | 3                | 13                    | 1                     | 1                     | 222   | 23    | 34    |

### Tripletes
| 9 de septiembre de 2023 | 18' · 61' · 76' | Junior | 7:1 | Unión Magdalena | Torneo Finalización 2023 |

### Selección
| Selección | Año   | Amistosos | Amistosos | Amistosos | Mundial | Mundial | Mundial | Continental | Continental | Continental | Total | Total | Total |
| Selección | Año   | Part.     | Goles     | Asis.     | Part.   | Goles   | Asis.   | Part.       | Goles       | Asis.       | Part. | Goles | Asis. |
| --------- | ----- | --------- | --------- | --------- | ------- | ------- | ------- | ----------- | ----------- | ----------- | ----- | ----- | ----- |
| Sub-17    | 2017  | —         | —         | —         | 3       | 1       | 1       | 5           | 1           | 0           | 8     | 2     | 1     |
| Sub-17    | Total | —         | —         | —         | 3       | 1       | 1       | 5           | 1           | 0           | 8     | 2     | 1     |
| Sub-20    | 2019  | —         | —         | —         | 2       | 1       | 0       | —           | —           | —           | 2     | 1     | 0     |
| Sub-20    | Total | —         | —         | —         | 2       | 1       | 0       | —           | —           | —           | 2     | 1     | 0     |
| Total     | Total | 0         | 0         | 0         | 5       | 2       | 1       | 5           | 1           | 0           | 10    | 3     | 1     |

## Palmarés

### Torneos nacionales
| Título                | Equipo                 | País     | Año  |
| --------------------- | ---------------------- | -------- | ---- |
| Campeonato Canadiense | Vancouver Whitecaps    | Canadá   | 2022 |
| Campeonato Canadiense | Vancouver Whitecaps    | Canadá   | 2023 |
| Torneo Finalización   | Junior de Barranquilla | Colombia | 2023 |

### Títulos internacionales
| Título              | Equipo          | Sede     | Año  |
| ------------------- | --------------- | -------- | ---- |
| Juegos Bolivarianos | Colombia Sub-17 | Colombia | 2017 |

### Distinciones individuales
| Distinción                        | Año  |
| --------------------------------- | ---- |
| Mejor gol del Torneo Finalización | 2023 |